# William Grove

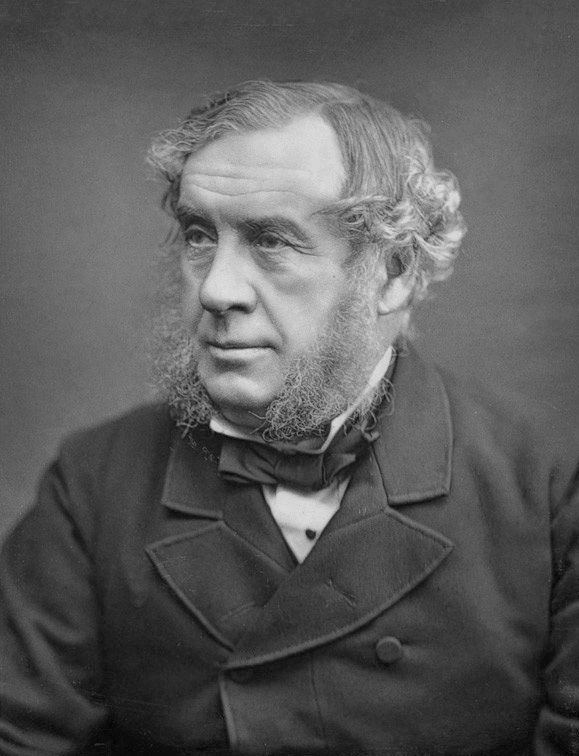
Sir William Robert Grove

Sir William Robert Grove (* 11. Juli 1811 in Swansea, Wales; † 1. August 1896 in London) war ein britischer Jurist und Physikochemiker. Grove gilt neben Christian Friedrich Schönbein als Vater der Brennstoffzelle.

## Leben

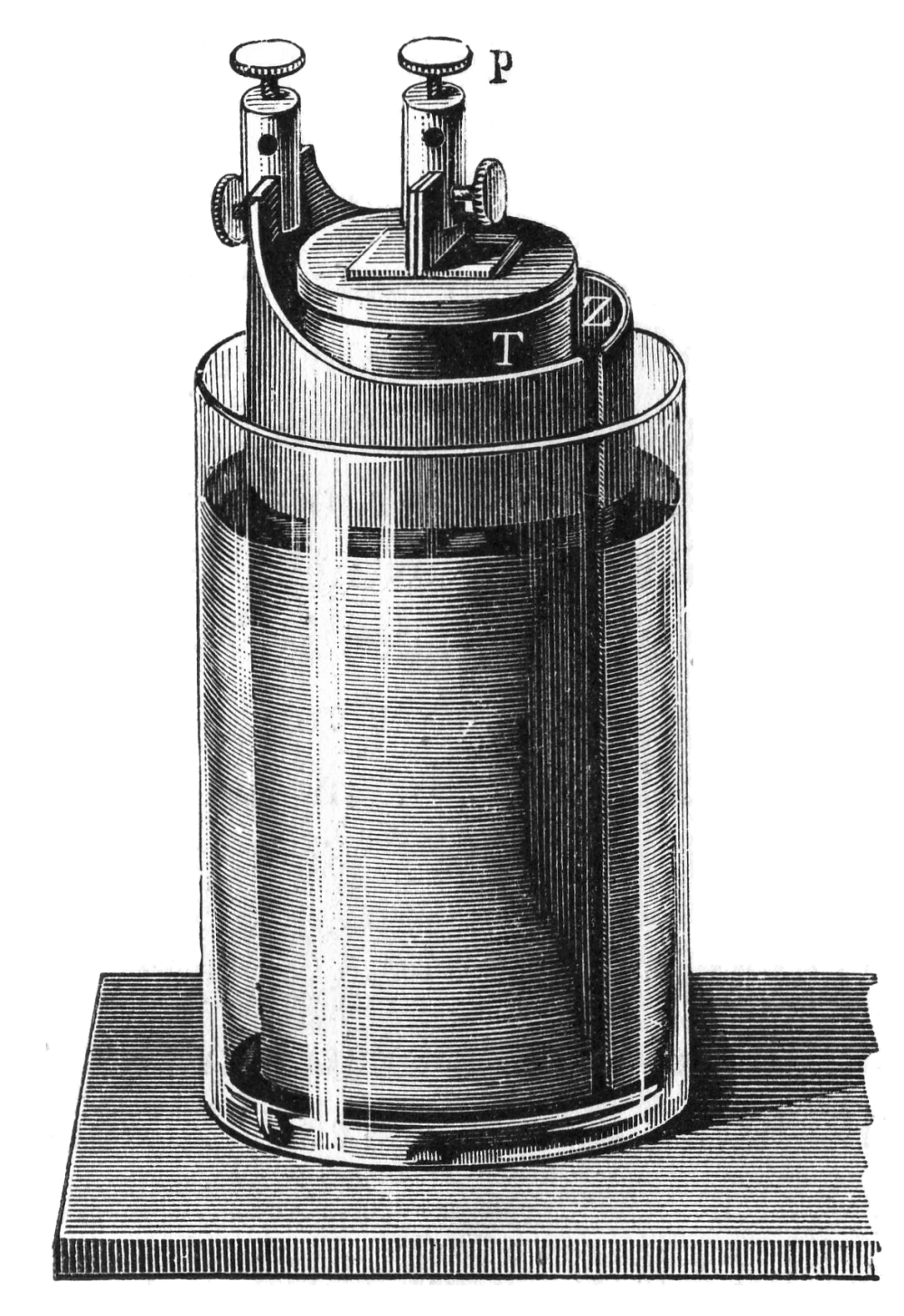
Grove'sches Element (Holzstich 1897)

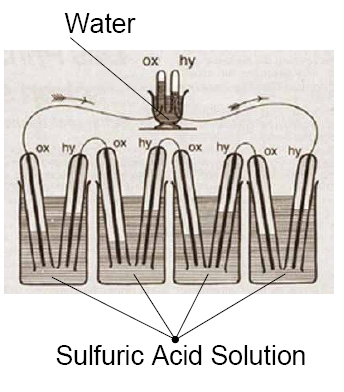
Erste Funktionsfähige Brennstoffzelle, 1842

Nachdem Grove zunächst Privatunterricht erhalten hatte, machte er an der Swansea Grammar School seinen Schulabschluss. Danach besuchte er das Brasenose College in Oxford und schloss 1832 mit dem Grad des Bachelor of Arts ab. Den Master erlangte er 1835, daraufhin erhielt er am Lincoln's Inn seine Zulassung als Anwalt. Aufgrund seines schlechten Gesundheitszustandes übte er diesen Beruf jedoch zunächst nicht aus. Stattdessen beschäftigte er sich mit Studien der „elektrischen Wissenschaften“, die sich zu diesem Zeitpunkt noch in einem äußerst unbefriedigendem Stadium befanden. Er wurde auch zu einem Mitglied („Fellow“) der Royal Society und war Mitbegründer der Chemical Society, einer Tochter der Royal Society. 
1837 heiratete Grove Emma Powles, mit der er sechs Kinder hatte.
Angeregt durch die Arbeiten von Christian Friedrich Schönbein, führte Grove 1839 an der Royal Institution of South Wales seine ersten Experimente zur Brennstoffzelle durch. Im selben Jahr erfand er das Grovesche Element, eine Variante der galvanischen Zelle, bestehend aus einem Zink-Zylinder in verdünnter Schwefelsäure und Platin in konzentrierter Salpetersäure getrennt durch eine poröse Tonwand. Nach diesem Prinzip arbeitende Batterien waren in den folgenden zwanzig Jahren im Bereich der Telegrafie verbreitet.
Ebenfalls 1839 führte er an der London Institution eine Bogenlampe vor, die er mit den nach ihm benannten Zellen betrieb. Daraufhin wurde er als Professor für Experimentelle Philosophie an diese Einrichtung berufen. Diese Position hatte er von 1840 bis 1847 inne. 1841 experimentierte er zusammen mit John Peter Gassiot im Bereich der Daguerreotypie. 1843 hielt er eine Vorlesung über die Wechselwirkung der physikalischen Kräfte, deren Ergebnisse er 1846 in On the Correlation of Physical Forces veröffentlichte. Darin postulierte er das Prinzip der Energieerhaltung, ein Jahr bevor Hermann von Helmholtz das Werk Über die Erhaltung der Kraft publizierte.
1847 erhielt Grove von der Royal Society die Royal Medal und saß der British Association for the Advancement of Science als Präsident vor.
1853 wurde Grove in den Rang eines Kronanwalts berufen. 1856 verteidigte er den berüchtigten Giftmörder William Palmer. Aufgrund seines technischen Wissens war Grove insbesondere als Patentanwalt tätig. Als besonders spektakulär galt eine Klage von Dezember 1854 wegen der Verletzung des Calotype-Patents, eines wichtigen Patents aus dem Bereich der Fotografie. Grove war einer der Anwälte des Klägers. Durch seine Erfahrungen im Patentrecht wurde er 1864 Mitglied der Royal Commission on the Law of Patents (Königlichen Kommission für das Patentrecht). Infolge seiner Ernennung zum Richter am Court of Common Pleas 1871 erfolgte am 21. Februar 1872 die Adelung als Knight Bachelor („Sir“). 1875 erhielt er einen Richterposten am obersten Zivilgericht (High Court of Justice). Nach seiner Pensionierung 1878 wandte er sich wieder der Wissenschaft zu.

## Mitgliedschaften und Ehrungen
Im Jahre 1866 stand er in Nottingham dem jährlichen Treffen der British Association for the Advancement of Science als Präsident vor. Ab 1853 war er korrespondierendes Mitglied der Accademia dei Lincei im damals noch päpstlichen Rom. Nach der Umwandlung in die italienische Nationalakademie wurde er als ausländisches Mitglied geführt. 1881 wurde er zum Ehrenmitglied (Honorary Fellow) der Royal Society of Edinburgh gewählt.
Der Mondkrater Grove wurde 1935 nach ihm benannt.
Zum 150. Jubiläum der Entwicklung der Brennstoffzelle wurde 1989 zu Ehren Groves das Grove Fuel Cell Symposium ins Leben gerufen. Die Konferenz wird in einem zweijährigen Rhythmus abgehalten und beschäftigt sich mit neuen Erkenntnissen aus dem Bereich der Brennstoffzellen-Technologie und Wasserstoffherstellung.